# Лёринц, Тимя
Тимя Лёринц (в девичестве — Сара Тимя рум. Sára Tímea; род. 21 апреля 1992 года, Георгени) — румынская лыжница, участница Олимпийских игр в Сочи.
В Кубке мира Тимя дебютировала 24 ноября 2012 года, очков не набирала, лучший результат 48-е место в скиатлоне в феврале 2013 года. В Балканском кубке дебютировала в январе 2008 года, в январе 2012 года одержал первую победу на этапах Балканского кубка. Всего на сегодняшний день имеет 3 победы на этапах Балканского кубка. Трижды Тимя становилась четвёртой в общем итоговом зачёте Балканского кубка.
На Олимпийских играх 2014 года в Сочи стартовала в трёх гонках: 10 км классическим стилем — 62-е место, скиатлон — 60-е место, спринт — 49-е место.
За свою карьеру принимала участие в одном чемпионате мира, на чемпионате мира 2013 года её лучшим результатом было 65-е место в гонке на 10 км свободным стилем.
Использует лыжи производства фирмы Fischer.